# Meletus
Meletus (Oudgrieks: Μέλητος, Méletos) was een Atheens dichter uit de 5e / 4e eeuw v.Chr., eerder berucht dan beroemd wegens zijn rol als woordvoerder in het proces tegen Socrates.
Meletus was waarschijnlijk van Thracische afkomst, en, net als zijn vader, een minder succesvol dichter. Hijzelf, of zijn vader, schreef een tragedie genaamd Oedipus, die om haar minderwaardige kwaliteit gehekeld werd door Aristophanes en de auteur de bijnaam Laioszoontje bezorgde. 
 Hij wordt ook beschreven als een religieuze fanaticus, die beweerde dat hij de morele integriteit van de jeugd wilde beschermen tegen goddeloosheid en zedenbederf.
Samen met Anytus en Lycon formuleerde hij in de lente van 399 v.Chr. een aanklacht tegen Socrates, die herhaaldelijk de waanwijsheid en de pretentie van verschillende leden uit het dichtersambacht op de korrel had genomen (onder meer omdat zij geregeld een, loopje met de waarheid zouden nemen). Op die manier kon Meletus zich wreken in naam van zijn vakgenoten.
Een en ander laat vermoeden dat Meletus op het ogenblik van de aanklacht nog jong was. In Plato's dialoog Euthyphro geeft Socrates een typering van hem. Hij noemt hem de jongste van de drie aanklagers, en beschrijft hem als een individu met sluik haar, een baard die niet al te weelderig is, en een haviksneus … Ook steekt hij de draak met Meletus' morele obsessie. In zijn Apologie toont Plato verder hoe Socrates vóór de rechtbank zonder meer brandhout maakt van Meletus en zijn argumenten.
Als we de historicus Diogenes Laërtius (3e eeuw) na Chr.) mogen geloven (?), zouden de Atheners na de executie van Socrates zulk een spijt gevoeld hebben dat zij Meletus in verbanning stuurden.
 Portaal Oudheid · Athene · Geschiedenis van Griekenland · Geschiedenis van Athene